# Jan Søndergaard
Jan Søndergaard (født 5. januar 1947 på Frederiksberg) er en dansk arkitekt og professor. 

## Karriere
Han er søn af chauffør, senere lagerforvalter Christian Viggo Søndergaard og Ruth Illemann, blev tømrersvend 1968 og fik afgang fra Byggeteknisk Højskole 1972. Han blev optaget på Kunstakademiets Arkitektskole, hvorfra, han fik afgang som arkitekt 1979. 
Jan Søndergaard udviste allerede i studietiden et stort talent, hvorfor han blev inviteret til at udstille sine skolearbejder på udstillingen Ung dansk kunst på Charlottenborg i 1980. I 1983 deltog han, ligeledes på Charlottenborg, i udstillingen Kunstnere for fred. 
I 1979 blev Søndergaard ansat hos Krohn & Hartvig Rasmussen og blev snart efter projektansvarlig på betydelige opgaver. Et af disse var projektet til betonvarefabrikken Unicons kontorbygning i Roskilde. I 1988 blev han partner i samme virksomhed (under navnet KHR A/S arkitekter) sammen med Svend Axelsson, Erik Sørensen, Jesper Lund, Kurt Schou, Ove Neumann og Kaj Terkelsen. Han er tillige professor ved Det Kongelige Danske Kunstakademis Skoler for Arkitektur, Design og Konservering - Arkitektskolen
I øjeblikket arbejder han stadig ved Det Kongelige Akademi, hvor han blandt andet underviser på kandidatniveau i Arkitekturens Teknologi.

## Tillidshverv
Han er medlem af Akademisk Arkitektforening, Danske Arkitektvirksomheder, Kunstnersamfundet, Det Kongelige Akademi for de Skønne Kunster (af Bygningskunstudvalget 1992-96) og har været medlem af Akademiraadet 2005-08.
Søndergaard har desuden været medlem af Statens Kunstfonds arkitekturudvalg 1992-95, af bestyrelsen for Danske Arkitekters Landsforbund 1991-97, af Arkitektens Forlags redaktionsudvalg og af bestyrelsen 1994-96 og atter 2005-09, gæsteprofessor ved Arkitektskolen i Aarhus og Akademiraadets censor ved afgangsbedømmelser på arkitektskolerne.

## Ægteskaber
1. Gift første gang 5. oktober 1968 i Ballerup med overassistent Hanne Ekholm (født 14. januar 1947 i Tveje Merløse), datter af vognmand Jørgen Mose Hansen og assistent Edy Nielson. Ægteskabet opløst 1994.
2. Gift anden gang 27. august 1994 i Slagelse med arkitekt Anna Maria Luisa Indrio (født 11. juni 1943 i Meina (Novarra), Italien), datter af pilot, lærer Mario Saverio Indrio og Santa Corbone.
3. Gift tredje gang 2. januar 2017 med litteraturlektor og -kritiker Lilian Munk Rösing (født 4. december 1967)

## Hæder
- 1989: Betonelementprisen
- 1989: Københavns Kulturfonds præmie
- 1992: European Commission Design Prize
- 1992: Nykredits Arkitekturpris
- 1992: Den europæiske Designpris
- 1993: The Auguste Perret Prize for Applied Technology in Architecture fra International Union of Architects
- 1996: Murerprisen
- 1996: Eckersberg Medaillen
- 1998: Statens Kunstfonds livsvarige kunstnerydelse
- 2002 og 2003: red dot: best of the best
- 2003: DuPont Benedictus Awards fra International Union of Architects
- 2006: Optaget i Kulturministeriets Kulturkanon: Design og kunsthåndværk (facadesystem for Fiberline Composites)
- 2007: ECCS European Steel Design Award
- 2007: Plastprisen
- 2012: C.F. Hansen Medaillen
- 2012: Træprisen

Bygningspræmieringer:
- 1996, 1999 og 2000: Lyngby-Taarbæk Kommune
- 1999, 2001 og 2003: Struer Kommune
- 2001 og 2003: Årets Stadsbyggnadspris, Malmø
- 2009: Roskilde Kommune
- 2010: Middelfart Kommune

Nomineringer:
- 1992, 1994, 1999, 2003, 2005, 2007, 2009 og 2013: Nomineret til The Mies van der Rohe Pavilion Award for European Architecture

## Værker
- Eget sommerhus, Veddinge Bakker i Vestsjælland

Som medarbejder og partner i KHR arkitekter:
- Nationalmuseet i Bahrain (1985)
- Unicon, administrationsbygning, Roskilde (1989)
- Østerport butiksarkade, Oslo Plads, København (1991)
- Danmarks pavillon på Expo 92, Sevilla (1992, nu flyttet til Japan)
- Domicil for Bayer Danmark, Kongens Lyngby (1994)
- Domicil for E. Pihl & Søn, Kongens Lyngby (1994)
- Tilbygning til den danske ambassade i Moskva (1997)
- Finger D, Københavns Lufthavn (1998)
- Ny hovedbygning for Bang & Olufsen, Struer (1999)
- Butiksdesign for Bang & Olufsen (fra 1999)
- Medicom, produktions- og forskningsbygning for Bang & Olufsen (2001)
- Ny hovedbygning for Ericsson Mobile Platform, Lund, Sverige (2002)
- Ny hovedbygning for Istak, Reykjavik, Island (2003)
- Akvadranten, aktivitetscenter i Kristiansand, Norge (2005)
- Ny hovedbygning for Fiberline Composites, Middelfart (2007)
- Hellig Kors Kirke, Jyllinge (2010)